# Jösse domsagas valkrets
Jösse domsagas valkrets var i riksdagsvalen till andra kammaren 1866–1908 en egen valkrets med ett mandat. Valkretsen, som motsvarade Jösse härad, avskaffades vid införandet av proportionellt valsystem inför valet 1911 och uppgick i Värmlands läns västra valkrets.

## Riksdagsmän
- Olof Olsson, lmp (1867–1878)
- Anders Bengtsson, lmp (1879–vårsessionen 1887)
- Emil Olsson, gamla lmp 1888–1894, lmp 1895–1899 (höstsessionen 1887–1899)
- Olof Guldbrandsson, lib s (1900–1902)
- Magnus Matsson, lib s (1903–1908)
- Per Anderson, nfr (1909–1911)

## Valstatistik
Invalda riksdagsmän till riksdagens andra kammare, data samlade från SCB statistikserie: BISOS R Riksdagsmannavalen 1872–1908
| Val  | Valdag | Period  | Vald till riksdagsman | Folkmängd | Folkmängd | Valberättigade | Valberättigade | Valberättigade | I valen deltagande | I valen deltagande | I valen deltagande | Röstetal      | Röstetal         | Röstetal            | Valet överklagat | Källa  |
| Val  | Valdag | Period  | Vald till riksdagsman | 31 dec    | Antal     | Antal          | % av bef       | 1)             | Antal 2)           | % av valb          | Elektorer          | För den valde | För närmaste man | Kasserade valsedlar | Valet överklagat | Källa  |
| ---- | ------ | ------- | --------------------- | --------- | --------- | -------------- | -------------- | -------------- | ------------------ | ------------------ | ------------------ | ------------- | ---------------- | ------------------- | ---------------- | ------ |
| 1866 | iu     | 1867–69 | Olof Olsson           | 1865      | iu        | iu             | iu             | iu             | iu                 | iu                 | iu                 | iu            | iu               | iu                  | iu               | [ 1 ]  |
| 1869 | iu     | 1870–72 | Olof Olsson           | 1868      | iu        | iu             | iu             | iu             | iu                 | iu                 | iu                 | iu            | iu               | iu                  | iu               | [ 1 ]  |
| 1872 | iu     | 1873–75 | Olof Olsson           | 1871      | 34.447    | 2.129          | 6,2            | iu             | 125                | 5,9                | 40                 | 31            | 7                | 0                   | Nej              | [ 2 ]  |
| 1875 | iu     | 1876–78 | Olof Olsson           | 1874      | 34.791    | 2.067          | 5,9            | iu             | 160                | 7,7                | 39                 | 23            | 9                | 0                   | Nej              | [ 3 ]  |
| 1878 | iu     | 1879–81 | Anders Bengtsson      | 1877      | 34.862    | 1.988          | 5,7            | iu             | 133                | 6,7                | 42                 | 22            | 10               | 7                   | Nej              | [ 4 ]  |
| 1881 | iu     | 1882–84 | Anders Bengtsson      | 1880      | 34.722    | 2.554          | 7,4            | iu             | iu                 | iu                 | 40                 | 39            | 1                | 0                   | Nej              | [ 5 ]  |
| 1884 | iu     | 1885–87 | Anders Bengtsson      | 1883      | 33.539    | 2.425          | 7,2            | iu             | iu                 | iu                 | 37                 | 30            | 5                | 0                   | Nej              | [ 6 ]  |
| 1887 | iu     | 1888–90 | Emil Olsson           | 1886      | 33.250    | 1.947          | 5,9            | iu             | 806                | 41,4               | 37                 | 24            | 12               | 1                   | Nej              | [ 7 ]  |
| 1890 | iu     | 1891–93 | Emil Olsson           | 1889      | 32.363    | 1.925          | 5,9            | iu             | 771                | 40,1               | 37                 | 28            | 9                | 0                   | Nej              | [ 8 ]  |
| 1893 | iu     | 1894–96 | Emil Olsson           | 1892      | 31.797    | 1.929          | 6,1            | iu             | 795                | 41,2               | -                  | 503           | 287              | 0                   | Nej              | [ 9 ]  |
| 1896 | iu     | 1897–99 | Emil Olsson           | 1895      | 32.378    | 2.107          | 6,5            | 206            | 1.103              | 52,3               | -                  | 559           | 495              | 1                   | Nej              | [ 10 ] |
| 1899 | 2 sept | 1900–02 | Olof Guldbrandsson    | 1898      | 32.590    | 2.181          | 6,7            | 192            | 633                | 29                 | -                  | 360           | 237              | 2                   | Nej              | [ 11 ] |
| 1902 | 6 sept | 1903–05 | Magnus Matsson        | 1901      | 32.392    | 2.413          | 7,4            | 188            | 1.126              | 46,7               | -                  | 627           | 406              | 10                  | Nej              | [ 12 ] |
| 1905 | 3 sept | 1906–08 | Magnus Matsson        | 1904      | 32.316    | 2.672          | 8,3            | 313            | 1.259              | 47,1               | -                  | 694           | 552              | 3                   | Nej              | [ 13 ] |
| 1908 | 6 sept | 1909–11 | Per Anderson          | 1907      | 32.346    | 2.927          | 9,0            | 325            | 2.004              | 68,5               | -                  | 1.055         | 937              | 11                  | Nej              | [ 14 ] |

1) Eljest valberättigade men för oguldna kommunalutskylder 

2) Vid omedelbara eller elektorval

## Valresultat 1887-1908
Valdatum:
| - 22 april 1887 - 12 september 1887 - 6 september 1890 - 28 augusti 1893 - 31 augusti 1896 |  | - 2 september 1899 - 6 september 1902 - 3 september 1905 - 6 september 1908 |

| Val   | Vald riksdagsman | Vald riksdagsman   | Vald riksdagsman | Vald riksdagsman | Närmaste kandidat | Närmaste kandidat  | Närmaste kandidat | Närmaste kandidat |
| Val   | Parti            | Namn               | Röster           | %                | Parti             | Namn               | Röster            | %                 |
| ----- | ---------------- | ------------------ | ---------------- | ---------------- | ----------------- | ------------------ | ----------------- | ----------------- |
| 1887A | Frih.            | Emil Olsson        | 23               | 62,2             | Prot.             | Anders Bengtsson   | 7                 | 18,9              |
| 1887A |                  |                    |                  |                  | Frih.             | Magnus Matsson     | 7                 | 18,9              |
| 1887B | GL               | Emil Olsson        | 24               | 66,7             | Frih.             | Magnus Matsson     | 12                | 33,3              |
| 1890  | GL               | Emil Olsson        | 28               | 75,7             | Prot.             | Anders Bengtsson   | 9                 | 24,3              |
| 1893  | GL               | Emil Olsson        | 503              | 63,3             | Prot.             | Anders Nilsson     | 287               | 36,1              |
| 1896  | LMP              | Emil Olsson        | 559              | 50,7             | FP                | Olof Guldbrandsson | 495               | 44,9              |
| 1899  | Lib s            | Olof Guldbrandsson | 360              | 57,1             | LMP               | Emil Olsson        | 237               | 37,6              |
| 1902  | Lib s            | Magnus Matsson     | 627              | 56,2             | Kons.             | Per Anderson       | 406               | 36,4              |
| 1902  |                  |                    |                  |                  | Lib s             | Olof Guldbrandsson | 83                | 7,4               |
| 1905  | Lib s            | Magnus Matsson     | 694              | 55,3             | Kons.             | Per Anderson       | 552               | 43,9              |
| 1908  | NF               | Per Anderson       | 1,055            | 52,9             | Lib s             | Magnus Matsson     | 937               | 47,0              |